# Ebana

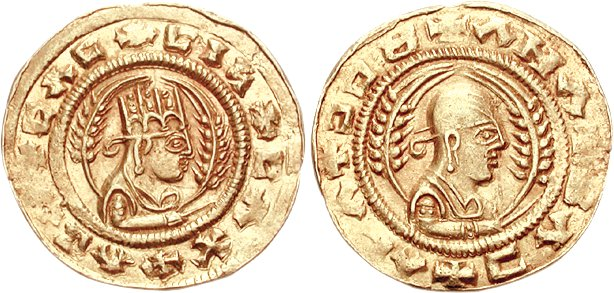
Goldmünze des Ebana

Ebana war ein König des Aksumitischen Reiches, der um 450 n. Chr. regierte.
Er ist bisher nur von seinen zahlreichen Münzprägungen bekannt, viele davon in Gold. Sie haben griechische Legenden. Auf der Vorderseite steht auf einigen EB ANA, der Name des Herrschers und zeigen ein Kreuz auf der anderen Seite. Auf den Großteil der Prägungen finden sich die Inschriften: CIN CAX ACA SAC und ANA BAS CAC SEB auf dem Revers. Seine Münzen fanden sich zum großen Teil auf der arabischen Halbinsel.